# Saison 1988-1989 du Football Club de Sète
Chronologie
Saison précédente Saison suivante
La saison 1988-1989 du FC Sète est la dix-neuvième saison du club héraultais en deuxième division du championnat de France et la sixième consécutive. Après une saison compliqué, l'objectif du club est de se maintenir à ce niveau afin de ne pas perdre son statut professionnel.
Claude Calabuig, entraîneur de 42 ans, est à la tête du staff sétois avec pour mission d'obtenir le maintien le plus rapidement possible. Le club héraultais lutte durant toute la saison pour assurer son maintien et termine à la 15e place du classement, la première relégable et ce malgré un changement d’entraîneur au mois de janvier qui a vu Slobodan Milosavljević revenir sur le banc sétois seulement un an et demi après l'avoir quitté.
Les sétois participent également à la Coupe de France, où ils échouent dès les trente-deuxième de finale face à l'US Créteil défaite 2 à 0 sur le terrain d' Annonay.

## Compétitions

### Championnat
La saison 1988-1989 de Division 2 est la cinquantième édition du championnat de France de football de deuxième division. La division est divisée en deux groupes au sein desquels s'oppose dix-huit clubs en une série de trente-quatre rencontres. Les deux meilleurs de chaque groupe sont promus en Division 1 alors que les deuxièmes et troisièmes s'affrontent lors de barrages à l'issue de la saison. Les trois derniers sont normalement relégués en Division 3, mais exceptionnellement cette saison, ce sont les deux derniers du groupe A et les quatre derniers du groupe B qui sont relégués. Le FC Sète participe à cette compétition pour la dix-neuvième fois de son histoire et la sixième fois consécutive. Le FC Sète est rétrogradé par la DNCG. C' est à la suite de cette rétrogradation que le club change d' appellation pour devenir le FC Sète 34.

### Coupe de France
La coupe de France 1988-1989 est la 72e édition de la coupe de France, une compétition à élimination directe mettant aux prises les clubs de football amateurs et professionnels à travers la France métropolitaine et les DOM-TOM. Elle est organisée par la FFF et ses ligues régionales.

### Matchs officiels de la saison
Le tableau ci-dessous retrace les rencontres officielles jouées par le Football Club de Sète durant la saison. Les buteurs sont accompagnés d'une indication sur la minute de jeu où est marqué le but et, pour certaines réalisations, sur sa nature (penalty ou contre son camp).
| Compétition     | Débute au tour | Place ou tour final | Matches joués | Gagnés | Nuls | Perdus | Buts pour | Buts contre | Différence |
| Division 2      | -              | 15e (Gr. B)         | 34            | 10     | 8    | 16     | 35        | 41          | -6         |
| Coupe de France | Inconnu        | 1/32e de finale     | 2             | 1      | 0    | 1      | 2         | 2           | +0         |
| Total           | -              | -                   | 36            | 11     | 8    | 17     | 37        | 43          | -6         |

## Joueurs et encadrement technique

### Encadrement technique
Claude Calabuig est l'entraineur du club en début de saison. Cet ancien défenseur de 42 ans a joué pour le FC Sète dans les années 1960-1970, à l'époque où le club était encore professionnel. À partir des années 1980 il devient entraîneur dans son club formateur et alterne durant plusieurs années entre poste sur le banc et dans les coulisses du club. Malheureusement, ses résultats étant très en deçà des attentes des dirigeants, il est remercié le début janvier et remplacer par Slobodan Milosavljević.
Ce dernier, après avoir joué à Saint-Trond VV, a été attaquant à l'US Valenciennes, avant d'évoluer au FC Sète, comme milieu offensif dans les années 1970. Il termine sa carrière au club comme entraîneur joueur de 1974 à 1976 et refait son apparition sur le banc dans les années 1980 et enfin pour remplacer Claude Calabuig pour la fin de saison 1988-1989.

### Statistiques individuelles
| Joueur            | Total |
| Jean-Luc Vinuesa  | 6     |
| Oumar Ben Salah   | 5     |
| Claude Rioust     | 4     |
| Frédéric Alcaraz  | 4     |
| Jacky Charrier    | 3     |
| Richard Toutain   | 3     |
| Pascal Harmand    | 2     |
| Uwe Krause        | 2     |
| Bernard Rodriguez | 1     |
| Gilles Beaumian   | 1     |
| Robert Sabatier   | 1     |